# Hogar de la Madre
El Hogar de la Madre es una congregación católica española que fue fundada en el año 1982. Tiene dos ramas, una femenina y otra masculina. 
También está presente en otros países como Estados Unidos, Irlanda, Ecuador e Italia. Creó la Fundación E.U.K Mamie para la difusión de material católico.

## Historia
En 1982, el sacerdote Rafael Alonso fundó un grupo de jóvenes que se llamó Hogar de la Madre de la Juventud, lo usó hasta la formación de otras religiosas, en 1984. 
En 1983, se fundó la rama masculina. El 27 de diciembre de ese año, siete chicos realizaron sus compromisos en el Vaticano frente a la tumba de san Pedro.
En 1984, se formaron las Siervas del Hogar de la Madre.
El 3 de enero de 1987, el sacerdote Rafael Alonso y el entonces seminarista Félix López se consagraron al Inmaculado Corazón de María, en Fátima, Portugal.
El 8 de septiembre de 1989, las tres primeras Siervas hicieron votos privados por tres años en la ciudad de Nazaret, Israel (tierra de donde vivía Jesús) ante el Delegado de Religiosas de Vida Activa, el sacerdote Jeremías Rodríguez Pastrana, con el permiso oral del entonces obispo de Santander, Juan Antonio del Val Gallo.
El 8 de septiembre de 1990 tres chicos hicieron su compromiso como Siervos del Hogar de la Madre en la capilla de las Siervas del Hogar de la Madre de Zurita, Cantabria.
En 1994 las Siervas del Hogar de la Madre se establecieron en Priego, provincia de Cuenca.
El obispo de Cuenca, José Guerra Campos, ordenó a los primeros sacerdotes de la congregación. El primero en ser ordenado fue Félix López, en 1993, al que siguió Juan Antonio Gómez, en 1995.
El 26 de noviembre de 1994 el obispo José Guerra Campos erigió a los Siervos del Hogar de la Madre como Asociación Pública de Fieles. El 18 de diciembre de 1994 el mismo obispo aprobó a las Siervas del Hogar de la Madre como Asociación Pública de Fieles.
El Hogar de la Madre creó la Fundación E.U.K. Mamie, que gestiona su canal católico de televisión (HMTelevisión, disponible en YouTube), una emisora de radio católica y publicaciones.

## Comunidades
Las Siervas y Siervos del Hogar de la Madre tienen las siguientes comunidades en España: Zurita, Cantabria; Belmonte, provincia de Cuenca (1996); Alcalá de Guadaíra, provincia de Sevilla (2007); Arroyomolinos, Comunidad de Madrid (2009); Valencia (2010); Macael, provincia de Almería (2012-2021); Alcalá de Henares, Comunidad de Madrid (2015) y Avilés, Asturias (2021) .
En Italia, tienen las siguientes comunidades: Roma (2002); Lumezzane (2009); y Brignano Gera d'Adda (2011).
En Ecuador tienen: Chone (2003); Playa Prieta - Portoviejo (2006); Guayaquil (2011) y Riochico - Portoviejo (2016).
En Estados Unidos tienen una comunidad en Jacksonville, Florida (2006). Algunos sacerdotes del Hogar de la Madre fueron capellanes de la Universidad Ave María de Florida.
En Irlanda tienen comunidades en: Roscommon (2017); Mitchelstown (2018) y Cahir (2020).